# Бартольд Василь Володимирович
Васи́ль Володи́мирович Барто́льд (рос. Василий Владимирович Бартольд, нім. Wilhelm Barthold; 15 листопада 1869—19 серпня 1930) — російський радянський сходознавець, мовознавець, арабіст, тюрколог, ісламознавець. Один із творців російської сходознавчої школи. Академік Санкт-Петербурзької академії наук (від 1913).

## Біографія
Василь Володимирович народився 3 листопада 1896 року в Санкт-Петербурзі Російської імперії у родині фінансиста.
1887 року закінчив гімназію і вступив до Петербурзького університету на факультет східних мов за спеціальністю арабська, перська, турецька, татарська мови. 1892 року продовжив навчання в університеті для здобуття звання професора на кафедрі історії Сходу.
1896 року почав викладацьку діяльність як доцент.
1900 року отримав звання доктора історії Сходу за працю «Туркестан в епоху монгольської навали» (1898—1900).
Помер Василь Володимирович Бартольд 19 серпня 1930 року в Ленінграді, СРСР. Похований на Смоленському лютеранському кладовищі.

## Діяльність
Основні напрями наукової діяльності Василя Володимировича — це народи й держави Центральної та Середньої Азії, взаємодія культур Сходу та Заходу, історія ісламу. У своїх працях він досліджував Греко-Бактрійський, Куманський (тобто Кипчацький), Тюркський каганати й інші держави, мови й писемності согдійців, тохарів, тюрків тощо. Василь Бартольд автор більше ніж 400 ґрунтовних праць з історії Сходу, що здобули міжнародне визнання.
Його праці «Туркестан в епоху монгольської навали» (1898—1900), «Улугбек і його час» (1918), «Культура мусульманства» (1918), «Мусульманський світ» (1922) та інші завдяки багатству фактичного матеріалу не втратили свого значення і до наших днів.